# Monstrous moonshine
A terminologia monstrous moonshine descreve uma inesperada relação descoberta na década de 1970 nos ramos da teoria de grupos e teoria dos números. O termo foi criado por John Conway. Em inglês, moonshine não se refere somente ao brilho da lua, sendo também, entre outras coisas, sinônimo de estupidez. Todavia, moonshine é uma palavra utilizada em argot para definir o whisky destilado, preparado e comercializado ilegalmente.

## História
Em novembro de 1978, o matemático John McKay escreveu a John Griggs Thompson comentando sobre a existência de uma relação entre o coeficiente de grau um da função modular {\displaystyle j\,}, e o grau da representação irredutível mas pequena do grupo monstro.
Em tese, o primeiro valor é 196884 e o segundo 196883. Este o questionou que estava fabulando horas de chá. Naquele momento, Thompson se encontrava em Princeton junto com Bernd Fischer. Quando ambos retornaram para Cambridge, os matemáticos Simon Norton e Conway se uniram, e encontraram mais relações entre os outros coeficientes da função com outros graus de representação do grupo monstro.